# Klein Rosenburg

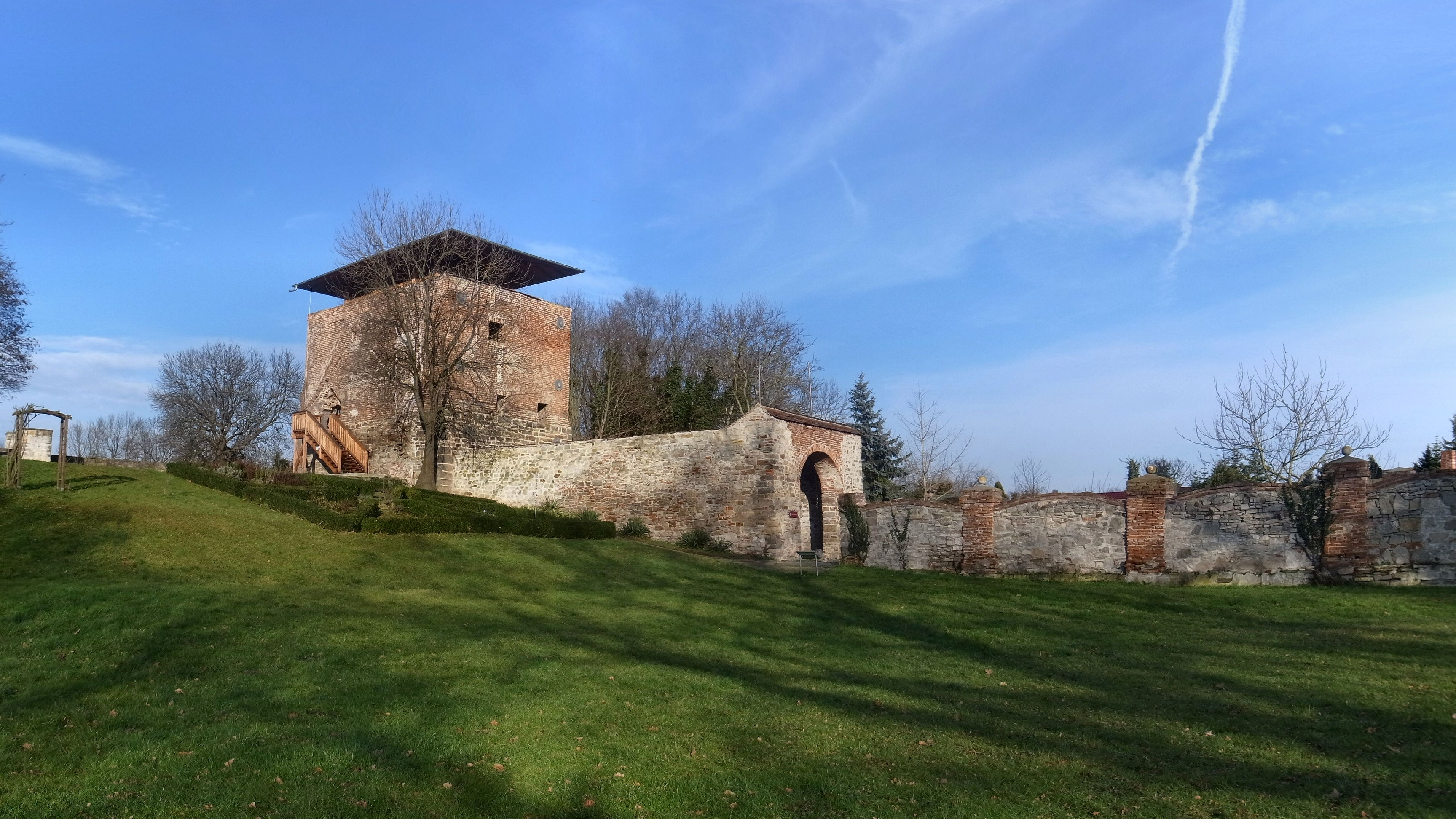
Torturm der Rosenburg

Klein Rosenburg ist ein an der Saale gelegener Ortsteil der Stadt Barby im Salzlandkreis in Sachsen-Anhalt. Zwischen dem 1. Januar 1957 und dem 1. Januar 2010 gehörte der Ort zur Gemeinde Groß Rosenburg.

## Geschichte
In Klein Rosenburg befindet sich die Burgruine der Rosenburg, deren Ersterwähnung im Jahre 965 liegt. Die Burgruine, welche in Klein Rosenburg steht, wurde 1995 freigelegt und gesichert. Sie ist heute ein Ausflugsziel für Radtouristen, aber auch ein Wahrzeichen des Dorfes. Es wurden neue Teiche angelegt und der Park rund um die Burg wurde neu bepflanzt und teilweise restauriert. Die Burg ist die letzte vor der Mündung der Saale in die Elbe und war deshalb strategisch besonders bedeutsam. Darauf deutet auch ihre Größe hin, sie hat ohne Wall und Graben einen Durchmesser von 115 m.
Als Lehen gehörte der Ort mit dem Amt Rosenburg von 1136 bis 1270 den  Grafen von Querfurt und um 1300 als Afterlehen den Grafen von Barby aus dem Hause der Grafen von Arnstein und wurde somit Teil der Grafschaft Barby.
Unter Graf Wolfgang I. von Barby wurde im Jahr 1540 die Reformation eingeführt. 
Nach dem Aussterben der Grafen von Barby im Jahr 1659 kam es zur Teilung der Grafschaft Barby. Der Ort fiel als Teil des Amts Rosenburg als früheres Lehen des Erzstifts Magdeburg an das zu Brandenburg gehörige Erzbistum Magdeburg (Holzkreis). Seit 1815 gehörte Klein Rosenburg zum Landkreis Calbe a./S. in der  preußischen Provinz Sachsen. Nach 1945 gehörte der Ort zum Land Sachsen-Anhalt. Nach Auflösung der Länder in der DDR 1952 gehörte er zum Bezirk Magdeburg und seit 1990 wieder zum Land Sachsen-Anhalt.
Durch die Eingemeindung am 1. Januar 1957 verlor Klein Rosenburg seine politische Selbstständigkeit.
Beim Saalehochwasser im Juni 2013 brach am Morgen des 9. Juni der Deich bei Klein Rosenburg.
- Siehe auch: Liste der Kulturdenkmale in Barby Ortschaft Klein Rosenburg

## Politik

### Wappen
Das Wappen wurde von dem Magdeburger Staatsarchivrat Otto Korn gestaltet und am 25. Februar 1938 durch den Oberpräsidenten der Provinz Sachsen verliehen.
Blasonierung: „In Rot über einer silbernen Zinnenmauer drei silberne Rosen mit grünem Bart und goldenem Butzen wachsend an grünen beblätterten Stengeln.“
Drei Rosen an beblättertem Stängel standen im bisherigen Gemeindesiegel.